# Krutx
Krutx (en rus: Кручь) és un poble (un possiólok) de l'óblast d'Oriol, a Rússia, segons el cens del 2010 tenia 15 habitants, pertany al municipi de Teliàjie.